# مات أوفرتون
مات أوفرتون (بالإنجليزية: Matt Overton) هو لاعب كرة قدم أمريكية أمريكي، ولد في 6 يوليو 1985 في سان ليندرو في الولايات المتحدة.

## وصلات خارجية
- مات أوفرتون على موقع مرجع كرة القدم المحترفة.كوم (الإنجليزية)